# MetaTrader
MetaTrader або МетаТрейдер — інформаційно-торгова платформа, розроблена MetaQuotes Software Corp., призначенням якої є організація дилінгового обслуговування на ринках Форекс, CFD і ф'ючерсів. Це комплекс повного циклу, тобто для організації дилінгового обслуговування при наявності MetaTrader 4 не потребується додаткового програмного забезпечення. Серверна частина працює тільки на платформі з лінійки Windows. Клієнтська частина є в версіях для Windows, Android і iOS (iPhone). Станом на листопад 2016 року активно використовується четверта версія платформи, а також п'ята. Перша, друга та третя версії платформи не підтримуються та не є у використанні.

## MetaTrader 4

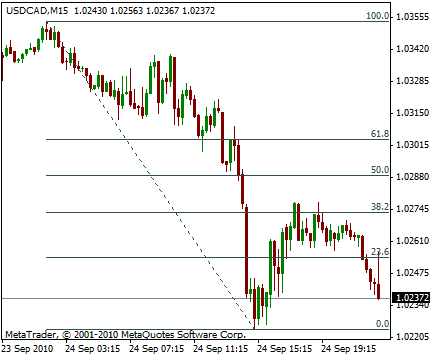
Знімок екрана з котируваннями МетаТрейдер4

Офіційний випуск інформаційно-торгової платформи MetaTrader 4 відбувся 1 липня 2005 року. Платформа включає в себе наступні складові:
- MetaTrader 4 Server — ядро системи, серверна частина. Призначена для обробки запитів користувачів на здійснення торговельних операцій, виставляння і виконання ордерів. Також транслює котирування і новини, веде протоколи та архіви. Працює у вигляді служби. Не має самостійного інтерфейсу. Виробник радить організовувати виділений сервер з платформою Windows Server, на якому крім MetaTrader 4 Server більше нічого не запускається. Практика показує, що паралельний запуск на цьому ж обладнанні будь-якої іншої програми різко знижує стійкість роботи MetaTrader 4 Server. Використання кожної копії ліцензується окремо.
- MetaTrader 4 Administrator — призначений для віддаленого управління серверною частиною у вигляді вказівки параметрів настройки, настройками фінансових інструментів, баз даних і так далі. Має незначні можливості операцій з клієнтськими рахунками. Платформа Windows Vista / XP / 2000. Ліцензія на використання необмеженого числа копій включена в ліцензію сервера.
- MetaTrader 4 Manager — призначений для обробки торгових запитів та управління рахунками клієнтів. Платформа Windows Vista / XP / 2000. Ліцензія на використання необмеженого числа копій включена в ліцензію сервера.
- MetaTrader 4 Data Center — являє собою спеціалізований проксі-сервер, призначений для підвищення масштабованості та безпеки платформи, і може бути проміжною ланкою між серверною частиною і клієнтськими терміналами. Використання не обов'язково, але стає доцільним для локальних мереж з декількома клієнтами, дозволяючи мінімізувати трафік котирувань і їх історії. Може встановлюватися на одному з робочих місць. Так само може використовуватися для зменшення навантаження на сервер. У цьому випадку рекомендується використання на виділеному комп'ютері і для клієнтських терміналів він стає альтернативним сервером. Платформа Windows Vista / XP / 2000. Ліцензування не потрібно.
- MetaTrader 4 Client Terminal — клієнтська частина, встановлюється на комп'ютері трейдера. Призначена для проведення торгових операцій і технічного аналізу в режимі реального часу. Кілька типів ордерів дозволяє віддавати розпорядження на проведення операцій негайно або з додатковими умовами (при досягненні обумовленої ціни). Забезпечується перегляд поточних новин, трансляцію яких здійснює серверна частина комплексу. Внутрішній Сі-подібна мова програмування MQL4 дозволяє запрограмувати торгові стратегії, індикатори, сигнали. Є можливість забезпечити повністю автоматичну торгівлю, коли програма-радник не тільки виводить зображення і сигнали, але й посилає команди на відкриття / закриття угод[1]. Використання можливості програмування не є обов'язковим — є 50 базових індикаторів, кожен з яких можна додатково підлаштовувати. Клієнтський термінал забезпечує роботу з будь-яким MetaTrader 4 Server без прив'язки до передвстановлених адрес. Платформа Windows Vista / XP / 2000/98. Ліцензування не потрібно.
- MetaTrader 4 Mobile — управління торговим рахунком за допомогою мобільних пристроїв, таких як стільниковий телефон або портативний комп'ютер (мобільний трейдинг). Без ліцензії можлива робота тільки з деякими серверами. Для кожного сервера використовується окрема версія програми, яка не має можливості змінити сервер. Платформа Windows Pocket PC +2002 / Mobile 2003. При покупці ліцензії можлива робота з будь-яким MetaTrader 4 Server без прив'язки до передвстановлених адрес.
- MetaTrader 4 для iPhone — управління торговим рахунком зі смартфонів на базі Apple iOS версії 4.0 і вище, підтримка iPhone, iPad і iPod Touch. Безкоштовне встановлення з AppStore.[2] Підключення можливе до торгових серверів тільки тих брокерів, які оплатили розробникам відповідну послугу. Програма включає 30 технічних індикаторів, всі види ордерів, звукові сигнали (Alerts).
- MetaTrader 4 для Android — управління торговим рахунком зі смартфонів на базі Android версії 2.1 і вище. Безкоштовне встановлення з Google Play.[3] Підключення можливе до торгових серверів тільки тих брокерів, які оплатили розробникам відповідну послугу. Програма включає всі види ордерів, підтримку графіків 3 типів, 7 таймфреймів, підтримку планшетів.

Платформа орієнтована на маржинальну торгівлю. Є можливість торгівлі CFD. Але платформа не призначена для повномасштабної роботи на фондовому ринку або для проведення операцій без маржинальних умов:
- немає можливості виставити власну заявку в ринок, щоб її бачили інші торговці;
- немає можливості огляду списку існуючих заявок на ринку;
- немає механізму роботи з опціонами;
- немає можливості підключати додаткові джерела котирувань та новин;
- немає механізмів роботи в національних валютах (звіт на клієнтському терміналі завжди формулюється англійською мовою та з вказуванням USD як валюти).

## MetaTrader 5
Компанія MetaQuotes Software Corp. в середині 2009 року анонсувала плани випуску на початку 2010 року нової версії платформи — MetaTrader 5. Реліз вийшов із запізненням — 1 червня 2010. У новій версії відбулось розширення функціональності — робота не тільки на валютному, але і на фондовому ринках. На листопад 2016 року п'яту версію платформи сертифіковано для використання на декількох світових фондових біржах, включаючи й Українську біржу.

## Критика
MetaTrader має технічні можливості, які можуть слугувати для обману клієнтів брокерських фірм.